# Władysław Forbert

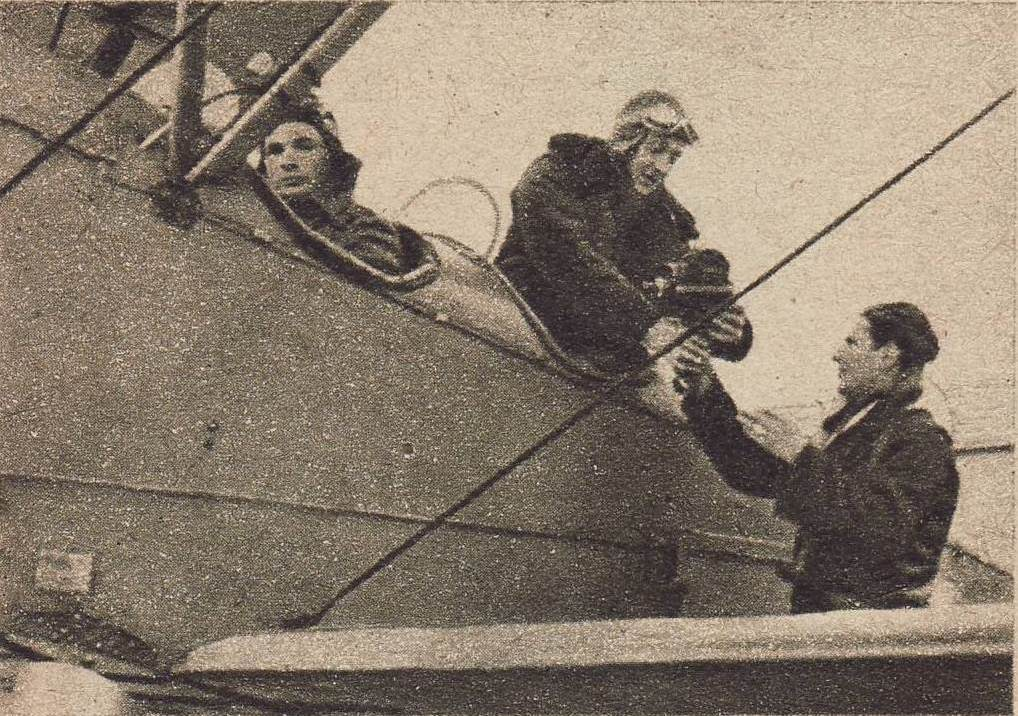
Władysław Forbert, operator Polskiej Kroniki Filmowej podczas kręcenia filmu Powódź

Władysław Forbert (ur. 26 maja 1915 w Warszawie, zm. 7 lutego 2001 w Kopenhadze) – polski operator filmów fabularnych i dokumentalnych oraz reżyser filmów dokumentalnych żydowskiego pochodzenia.

## Życiorys
Urodził się w Warszawie, w żydowskiej rodzinie Leona Forberta, fotografa i projektanta dekoracji filmowych. Jego bratem był Adolf Forbert (1911–1992), operator filmowy. W latach 1929–1931 przebywał w Australii, gdzie nawiązał kontakt z filmem. Po powrocie do Polski pracował w atelier foto-filmowym w Warszawie. Od 1935 był operatorem filmów dokumentalnych.
Po wybuchu II wojny światowej uciekł do Związku Radzieckiego. W 1943 wstąpił do I Dywizji Piechoty im. Tadeusza Kościuszki. Podjął pracę w Czołówce Filmowej ludowego Wojska Polskiego; od jesieni 1944 pracował w Polskiej Kronice Filmowej, a następnie w Wytwórni Filmów Dokumentalnych.
W 1970 po antysemickiej nagonce, będącej następstwem wydarzeń marcowych, wyemigrował do Danii. Zmarł w Kopenhadze.

## Kariera
| - 1969: W Jakucji - 1969: Gdzieś jest ich dom - 1968: Wieś w tajdze - 1968: Taniec pasterski - 1968: Pasterski - 1968: Ondraszkowe ostatki - 1968: Long live hoch vivat - 1968: Krzysztof Penderecki - 1968: Krakowiak - 1968: 273 dni poniżej zera - 1967: Triolet - 1967: Tajemnica dziewczyny - 1967: Jego piosenki - 1967: Eldom - 1966: Uwaga, uwaga, nadchodzi - 1966: Dwa dni w Pekinie - 1965: Kuchenki gazowe - 1965: Huta Warszawa - 1963: Problem nr 1 - 1963: Dożynki - 1962: Piegowaty dzień - 1962: Jasny dzień wolności... - 1961: Gdańsk po 16-tu latach - 1961: Chwila tańca - 1960: Życie artysty - 1959: Wanda Wiłkomirska. Koncert telewizyjny - 1959: Sława Przybylska. Koncert telewizyjny - 1959: Regina Smendzianka. Koncert telewizyjny - 1959: Olga Sawicka i Bogdan Bulder. Koncert telewizyjny - 1959: Janina Baster i Janusz Dolny. Koncert telewizyjny - 1959: Jadwiga Prolińska. Koncert telewizyjny - 1959: Andrzej Hiolski. Koncert telewizyjny - 1958: Na ziemi ojczystej - 1958: Kantyczka z drewna - 1957: Żywe kamienie - 1956: Szlembark - 1956: Listy z Wietnamu - 1956: Anghor - 1955: Rozprawa - 1955: Bambus mój brat - 1953: W obronie pokoju - 1953: Dokument zdrady - 1953: Chłopska droga - 1952: Zaorane miedze - 1952: Ślubujemy - 1952: I-sze posiedzenie Sejmu PRL - 1952: 1 maj w Warszawie 1952 - 1951: Przyjaźń - 1951: Prezydent Bierut w NRD - 1951: Pokój zdobędzie świat - 1951: Plon pokoju - 1951: Maj pracy walki pokoju - 1951: Komuna paryska - 1950: Pokój zwycięży! - 1950: Julian Marchlewski - 1949: Zjednoczenie stronnictw ludowych - 1949: Radzieccy artyści w Polsce - 1949: Poemat o Stalinie - 1949: Marszałek Rokossowski – Ministrem Obrony Narodowej - 1949: List górnika - 1949: III Zjazd Samopomocy Chłopskiej - 1949: Delegacja Rządu Polskiej Rzeczypospolitej Ludowej w Rumunii - 1948: Żelazowa Wola - 1948: Akcja Narodów Zjednoczonych - 1947: Ulica Brzozowa - 1947: Święto wolności pracy - 1947: Święto morza - 1947: Rybactwo morskie - 1947: Recital chopinowski w Dusznikach - 1947: Powódź - 1947: Nasze porty - 1947: Lody ruszyły! - 1947: Festiwal Zespołów Świetlicowych - 1946: Z sesja KRN - 1946: Odbudowa Warszawy - 1946: W bratniej Jugosławii - 1946: Suita warszawska - 1946: Sprawa najważniejsza - 1946: Pod sztandarem ZWM - 1946: Ostatni parteitag w Norymberdze - 1946: Na straży trwałego pokoju - 1946: 600-lecie Bydgoszczy - 1945: Zagłada Berlina - 1945: Testament Jaracza - 1945: Swastyka i szubienica - 1945: Rząd Jedności Narodowej przybył do Warszawy - 1945: Na zachód - 1945: K.R.N. 1943-1945 - 1945: Budujemy Warszawę - 1945: Bitwa o Kołobrzeg - 1944: Majdanek – cmentarzysko Europy | - 1971: Den Foerste kreds - 1967: Dziadek do orzechów - 1965: Trzy kroki po ziemi - 1965: Sam pośród miasta - 1964: Przerwany lot - 1963: Daleka jest droga - 1962: Głos z tamtego świata - 1961: Wyrok - 1960: Szczęściarz Antoni - 1959: Miejsce na ziemi - 1959: Kamienne niebo - 1958: Wolne miasto - 1956: Szkice węglem - 1956: Nikodem Dyzma - 1955: Godziny nadziei - 1953: Trudna miłość - 1951: Pierwsze dni - 1969: Cracovia - 1966: Wczoraj i dziś miast dolnośląskich - 1966: Kara cięższa niż kara - 1965: Kuchenki gazowe - 1965: Huta Warszawa - 1963: Dożynki - 1962: Jasny dzień wolności - 1961: Gdańsk po 16-tu latach - 1960: Życie artysty - 1959: Wanda Wiłkomirska. Koncert telewizyjny - 1959: Sława Przybylska. Koncert telewizyjny - 1959: Regina Smendzianka. Koncert telewizyjny - 1959: Olga Sawicka i Bogdan Bulder. Koncert telewizyjny - 1959: Janina Baster i Janusz Dolny. Koncert telewizyjny - 1959: Jadwiga Prolińska. Koncert telewizyjny - 1959: Andrzej Hiolski. Koncert telewizyjny - 1958: Na ziemi ojczystej - 1955: Bambus mój brat - 1969: Gdzie jest ich dom - 1967: Jej teatr - 1966: Wrocławski eksperyment - 1966: Kara cięższa niż kara - 1964: K.R.I - 1963: Problem nr 1 - 1962: Jasny dzień wolności... - 1961: Chwila tańca - 1956: Bolesław Bierut nie żyje - 1955: Rozprawa - 1963: Problem nr 1 - 1962: Jasny dzień wolności - 1960: Życie artysty - 1955: Bambus mój brat - 1953: Konkurs im. Wieniawskiego |

## Ordery i odznaczenia
- Krzyż Oficerski Orderu Odrodzenia Polski (1959)
- Złoty Krzyż Zasługi (5 marca 1952)[1]
- Medal 10-lecia Polski Ludowej (8 stycznia 1955)[2]
- Brązowy Medal „Za zasługi dla obronności kraju” (1967)[3]
- Order Pracy II klasy (Wietnam, 1958)[4]

## Nagrody
- 1950: Państwowa Nagroda Artystyczna III stopnia za zdjęcia w filmach dokumentalnych List Górnika i Marchlewski oraz za całokształt prac przy wydaniach Polskiej Kroniki Filmowej[5]
- 1953: Nagroda Państwowa III stopnia dla zespołu Polskiej Kroniki Filmowej za dotychczasowe osiągnięcia filmowe
- 1955: Nagroda Państwowa II stopnia (zespołowa) za realizację (operator) filmu Godziny nadziei[6]
- 1956: Nagroda główna w dziale filmu dokumentalnego na IX Międzynarodowym Festiwalu Filmowym w Karlovych Varach za film Bambus mój brat
- 1962: Nagroda Ministra Kultury i Sztuki I stopnia za realizację filmu Świadectwo urodzenia oraz za twórczość artystyczną w latach 1960/1962
- 1964: Wyróżnienie honorowe na IV Ogólnopolskim Festiwalu Filmów Krótkometrażowych w Krakowie dla filmu KR I/...
- 1965: Nagroda Ministra Kultury i Sztuki II stopnia (zespołowa z Jerzym Hoffmanem, Edwardem Skórzewskim) w dziedzinie filmu za Trzy kroki po ziemi
- 1966: Syrenka Warszawska (Nagroda Klubu Krytyki Filmowej SDP) przyznana podczas Ogólnopolskiego Festiwalu Filmów Krótkometrażowych w Krakowie za film Kara cięższa niż kara
- 1967: Nagroda Ministra Obrony Narodowej za zdjęcia do filmu Wolne miasto w reżyserii Stanisława Różewicza
- 1967: Nagroda na Międzynarodowym Festiwalu Telewizyjnym „Złota Praga” w Pradze za zdjęcia do filmu Uwaga, uwaga, nadchodzi
- 1970: Grand Prix III Międzynarodowego Festiwalu Filmów Turystycznych „Tourfilm 70” w Spindlerowym Młynie za film Cracovia

Źródło:.